# Вулиця Ахсарова (Харків)
Вулиця Ахсарова — вулиця в Харкові, у Шевченківському районі, в житловому масиві Олексіївка. Починається від проспекту Перемоги і закінчується на перехресті з проспектом Науки, переходячи у вулицю Дерев'янка.
Названа на честь Енвера Бімболатовича Ахсарова (1915—1943), радянського військовика, який загинув у боях за Харків. До 1962 року називалась Садибною вулицею.

## Розташування
Вулиця починається від проспекту Перемоги. Спочатку вулиця йде між приватним сектором (на парній стороні) і багатоповерхівками Олексіївського житлового масиву. З боку приватного сектору у вулицю Ахсарова упираються вулиця Монтажна, бульвар Фронтовиків, вулиці Піхотна, Артилерійська й Мирослава Мисли.
Далі вулиця Ахсарова перетинає Олексіївський житловий масив, і багатоповерхові будинки оточують її з обох боків. Після перетину з проспектом Людвіка Свободи на вулицю Ахсарова виходить основний транспортний потік між Олексіївкою й центром міста. Після перетину з вулицею Олександра Чабана будинків на вулиці Ахсарова вже немає. Вулиця йде через балку, по мосту перетинає невелику річку Олексіївку, проходить між двома дачними кооперативами.
Вулиця закінчується перехрестям з проспектом Науки, де вона її продовженням є вулиця Дерев'янка.

## Історія
Початково вулиця називалась Садибною. 8 травня 1962 року перейменована на честь Ахсарова. Повна назва вулиці, затверджена міськвиконкомом 9 вересня 1962 року — «імені командира 227-го стрілецького полку 183-ї гвардійської Харківської дивізії гвардії майора Ахсарова Енвера Бімболатовича», однак на практиці ця довга форма назви не використовується.
Енвер Бімболатович Ахсаров (1915—1943), на честь якого названа вулиця, був майором радянської армії й командиром полку. Загинув 15 лютого 1943 року в боях за Харків і похований на кладовищі на вулиці Григорія Сковороди.